# Катажина Ґрохоля
Катажина Ґрохоля (пол. Katarzyna Grochola, *18 липня 1957) — відома польська письменниця.

## Життєпис
Катажина Ґрохоля народилася у 1957 році в Кротошині (Польща), в сім'ї полоністки та юриста. Середню освіту здобула у Варшаві (Школа № 7 ім. Юліуша Словацького).
Працювала санітаркою, коректором, актрисою, помічницею кондитера, директором митного складу, консультантом у шлюбній агенції. Співпрацювала з журналами «Jestem» (Я є) і «Poradnik domowy» (Домашній порадник).
Авторка романів, оповідань, фейлетонів, сценаріїв телевізійних серіалів.
Книги К. Ґрохолі перекладені німецькою, російською, словацькою, а також українською, мовами.
Брала участь в 11-му випуску програми «Танці з зірками» (польська версія), де зайняла третє місце. Живе поблизу Варшави. Її донька, Дорота Шелянґовська, — відома журналістка й телеведуча.

## Творчість

### Романи й повісті
- Przegryźć dżdżownicę (1997)
- Nigdy w życiu! (2001)/ (укр. Ніколи в житті!) — Пер. з пол. А. Бондаря. — К.: Наш час, 2008. — 328 с.
- Serce na temblaku (2002)/ (укр. Серце на перев'язі) — Пер. з пол. А. Бондаря. — К.: Наш час, 2009. — 311 с.
- Ja wam pokażę! (2004)/ (укр. Я вам покажу!) — Пер. з пол. А. Бондаря. — К.: Наш час, 2010. — 392 с.[1]
- Osobowość ćmy (2005)
- A nie mówiłam! (2006)
- Trzepot skrzydeł (2008)
- Kryształowy Anioł (2009)
- Zielone drzwi (2010)
- Makatka (2011)
- Houston, mamy problem! (2012)/ (укр. Г'юстоне, у нас проблеми!) — Пер. з пол. Н. Сняданко. — Л.: Видавництво Старого Лева, 2020. — 744 с.

#### Г'юстоне, у нас проблеми
Життя Єремії годі назвати щасливим та успішним. Щогодини з ним трапляється якась халепа. Він у свої тридцять два роки — невдаха, безробітний кінооператор, який розійшовся з коханою, проте досі щодня думає про неї. Мати ненав'язливо, проте постійно втручається у синове життя, а ще материн собака люто його ненавидить. Проблеми — немов кадри у кінострічці, та змінити сценарій свого життя Єремія зможе лише сам.
Дотепні пригоди, трохи іронії та кумедних жартів, безліч життєвих ситуацій, коли уже не зрозуміло, чи то сумувати, чи то реготати — із цією книжкою нудно точно не буде..

### Збірки оповідань
- Podanie o miłość (2001)
- Zdążyć przed pierwszą gwiazdką (2002)
- Upoważnienie do szczęścia (2003)

### Екранізації
- Ніколи в житті! (польск. Nigdy w zyciu!), 2004, Польща, фільм. Реж. — Ришард Заторський. В ролях: Данута Стенка, Йоанна Бродзик, Ян Фрич та ін.
- Я вам ще покажу! (польск. Ja wam pokaze!), 2006, Польща, фільм. Реж. — Денис Деліц. В ролях: Ґражина Вольщак, Віолетта Арлак, Анна Б'єлиска та ін.
- Ja wam pokaze!, 2007, Польща, серіал. Реж. — Денис Деліц. В ролях: Вальдемар Блащик, Кристина Чубувна та ін.